# Unzela
Unzela é um gênero de mariposa pertencente à família Bombycidae.

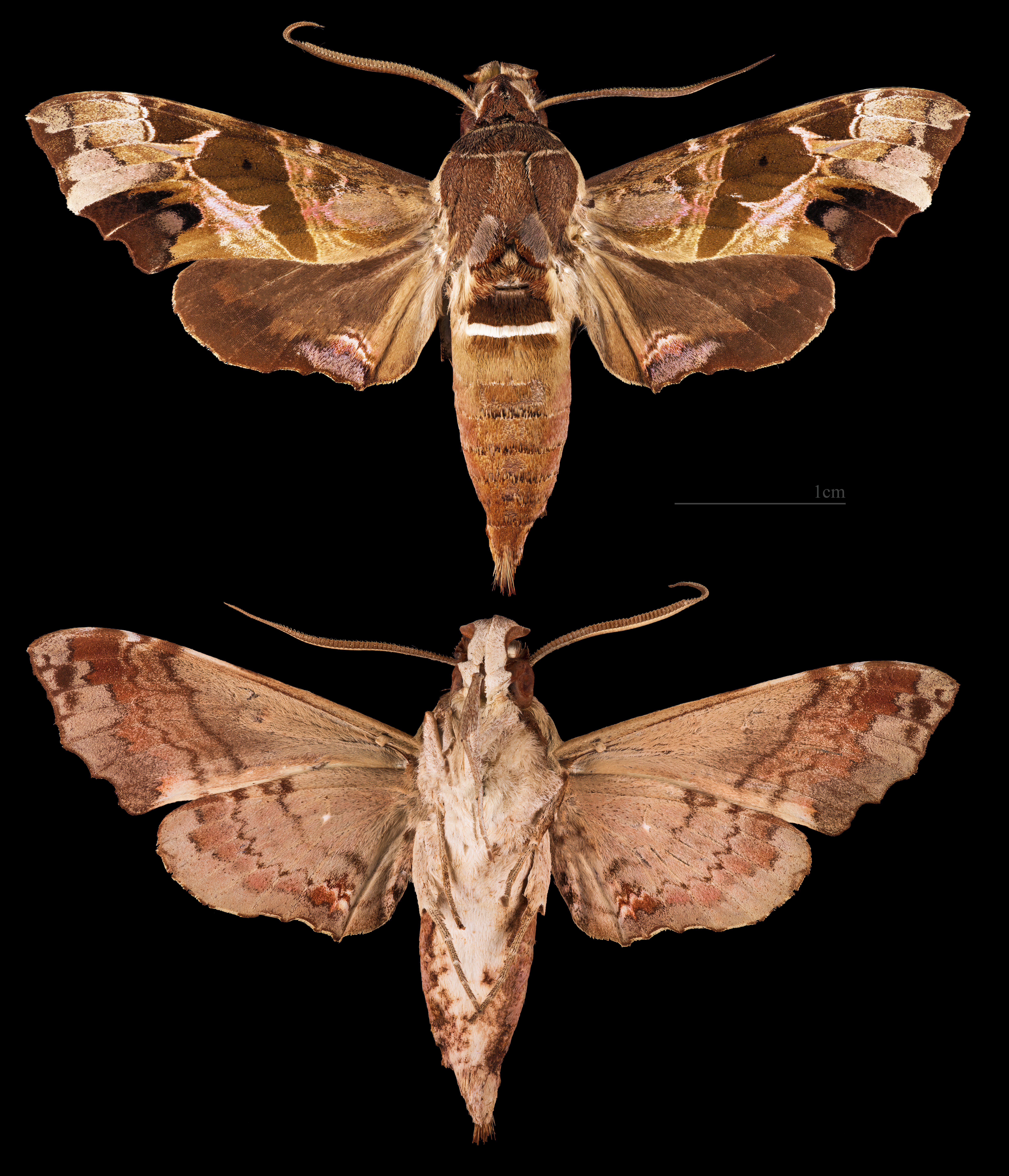
Unzela japix
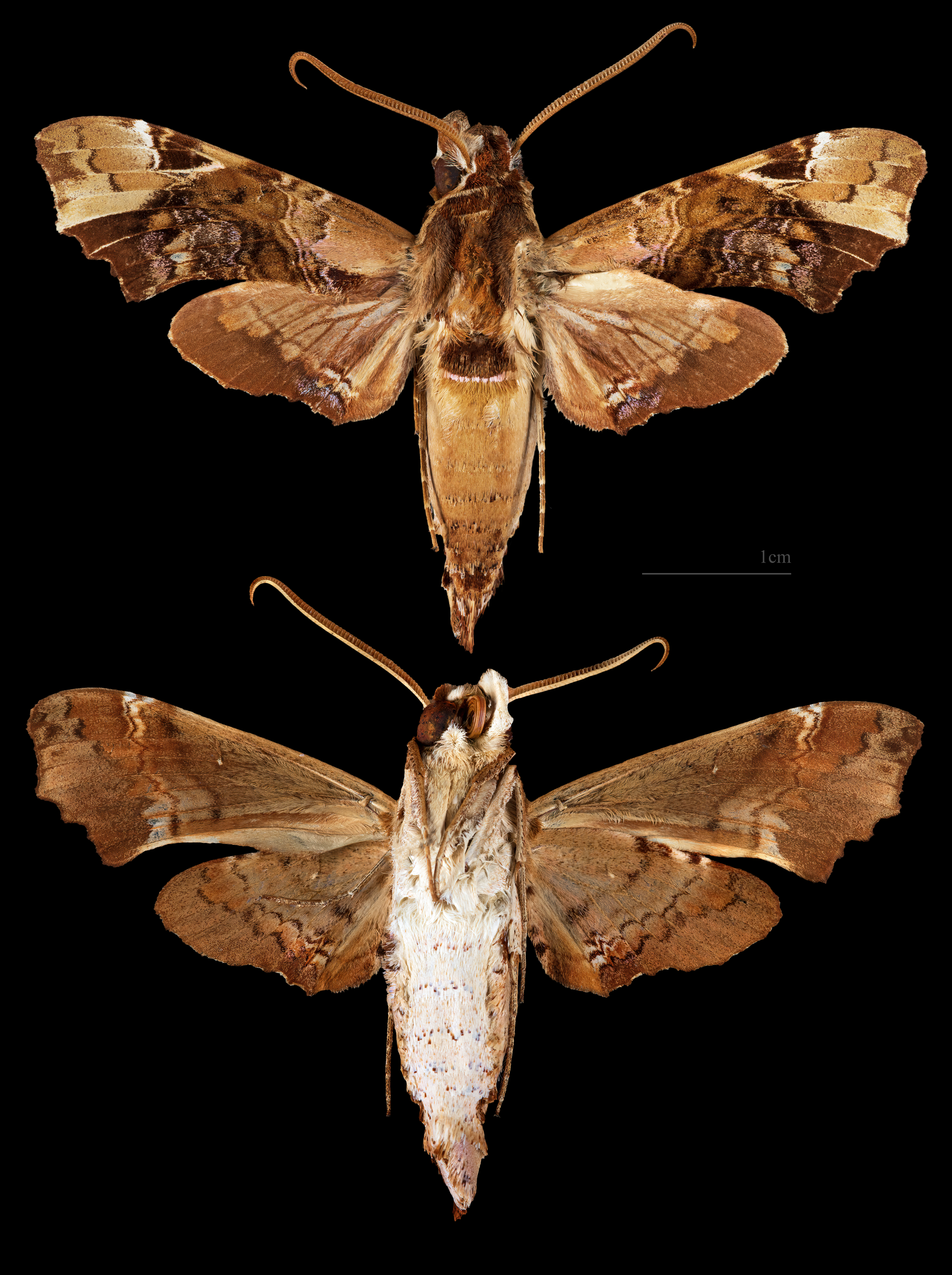
Unzela pronoe